# Tavastparken

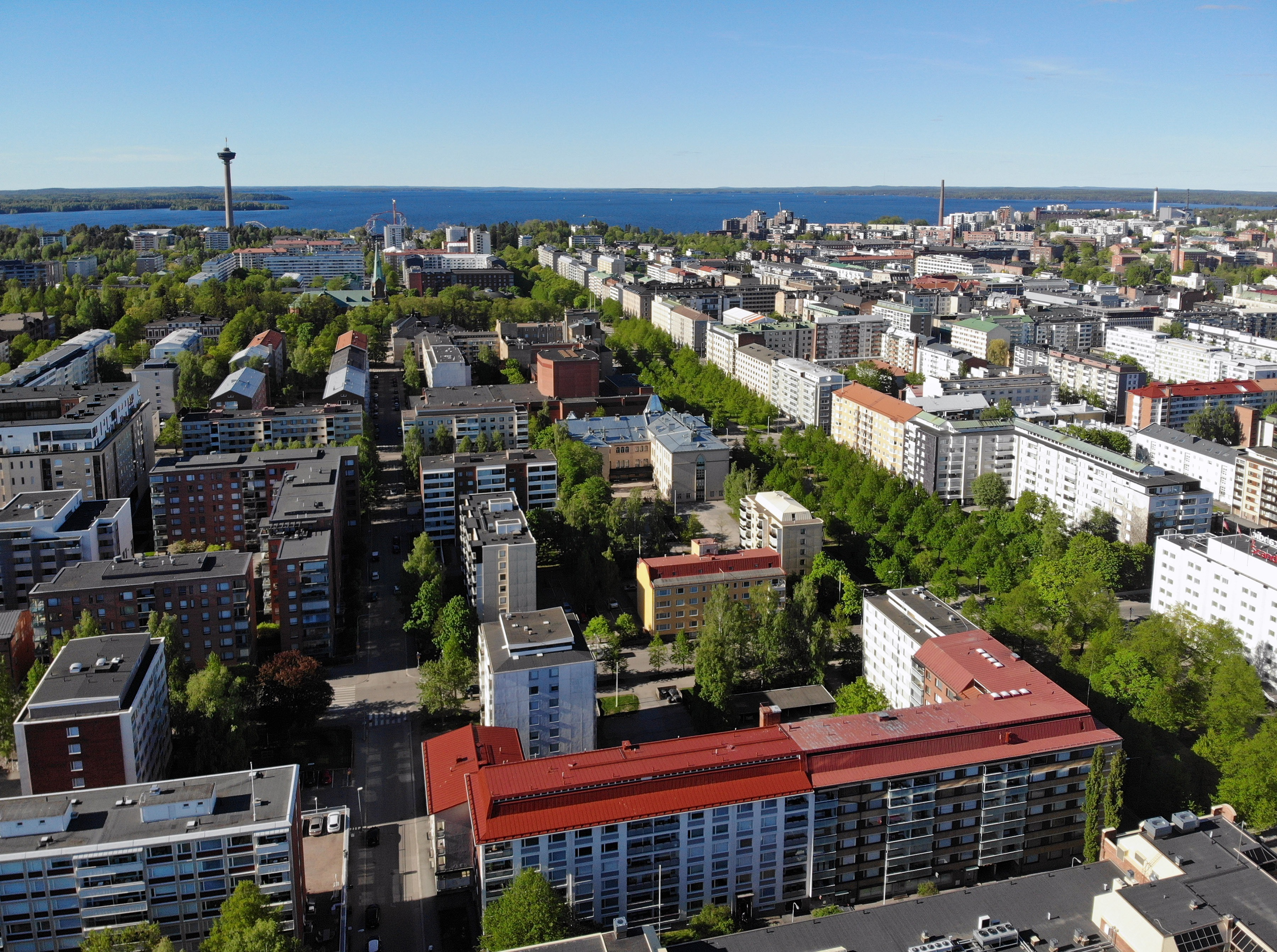
Tavastparken sedd mot norr

Tavastparken (finska: Hämeenpuisto), är en dryg kilometer lång esplanad i Tammerfors i Finland. 
Den leder över Tammerforsnäset från Näsijärvi till Pyhäjärvi längs den västra sidan av centrum från parken Näsinpuisto till parken Södra parken. Till en början hette gatan Esplanaden, senare Östra och Västra parkgatorna. År 1936 ändrades namnet till det nuvarande.
Tavastparken var ursprungligen - i Carl Ludvig Engels stadsplan från 1830 - planerad som en brandgata. Efter en stadsbrand 1865 upprättades en ny stadsplan av Carl Albert Edelfelt, där parken breddades till nuvarande 60 meter. Den äldsta delen av parken anlades 1875-1879 mellan Hamngatan (Satamakatu) och Bomullsfabriksgatan (Puuvillatehtaankatu). Parken utökades senare och 1903 utökades den till Södra parken. Lönnar planterades norr om, och lindar söder om, Tavastgatan. Parken som helhet stod färdig 1909.
Bland andra Tammerfors stadsbibliotek, Alexanderskyrkan, Tammerfors arbetarteater, Folkets hus, Finlaysons Pikkupalatsi, Västra parken och Wivi Lönn-skolan ligger längs parken.
Det finns ett antal skulpturer längs Tavastparken, bland andra:
- Viktor Janssons Frihetsgudinnan från 1921
- Lauri Leppänens staty av Minna Canth från 1951
- Heikki Varjas Uutinen från 1981
- Emil Wikströms Näsikalliofontänen från 1913 i Näsinpuisto
- Wäinö Aaltonens Kooperativa minnesmärket från 1950 i Södra parken[1]

## Bildgalleri

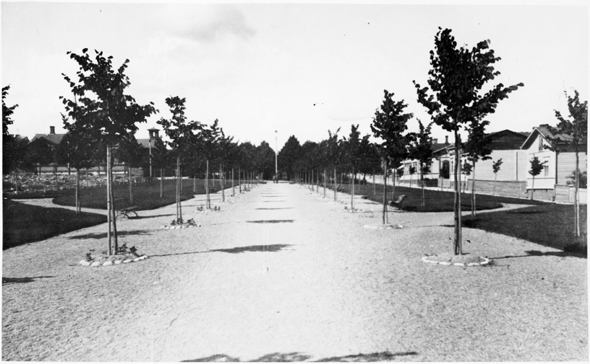
Tavastparken, i början av 1900-talet
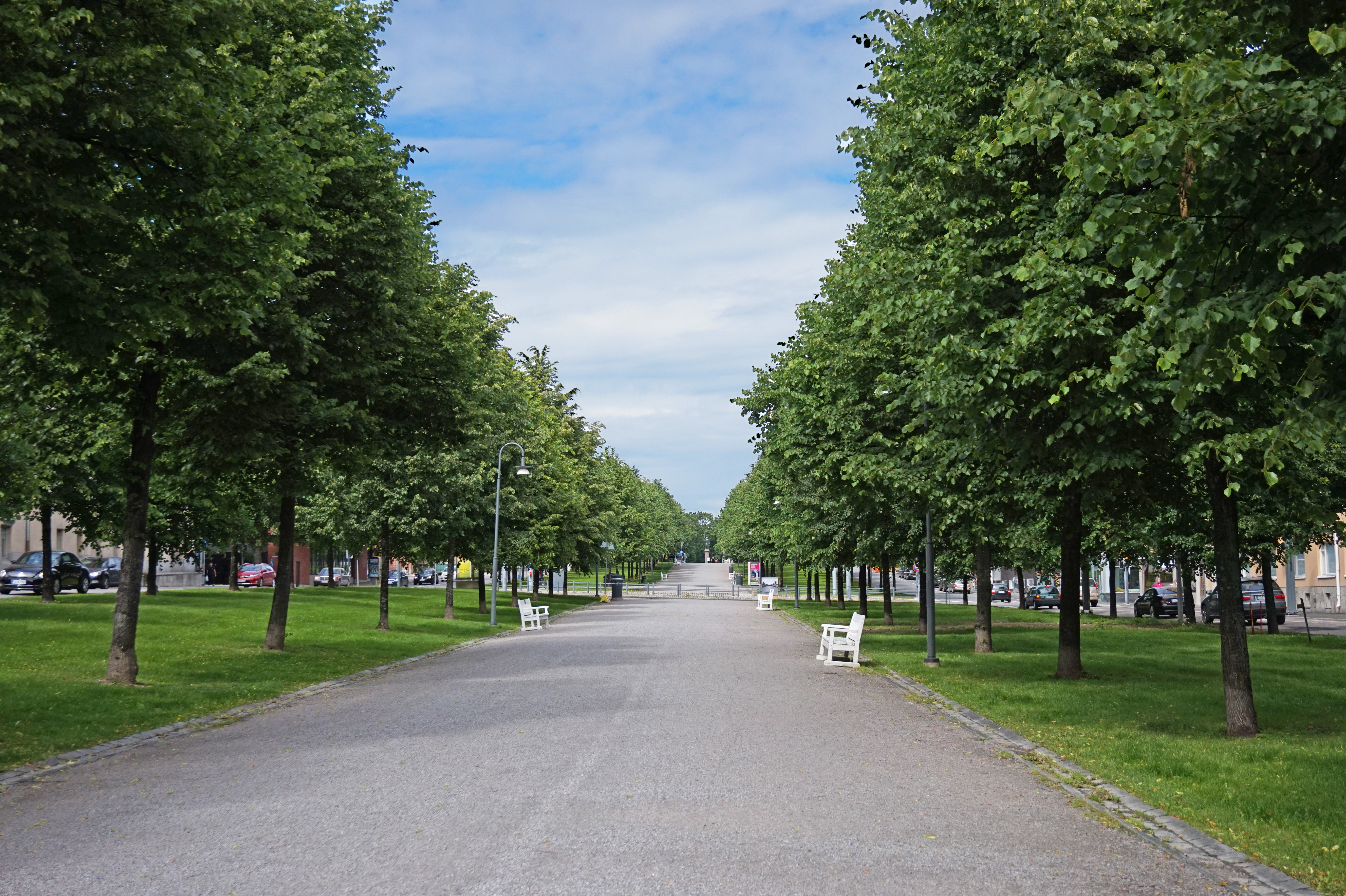
Tavastparken, sommaren 2015
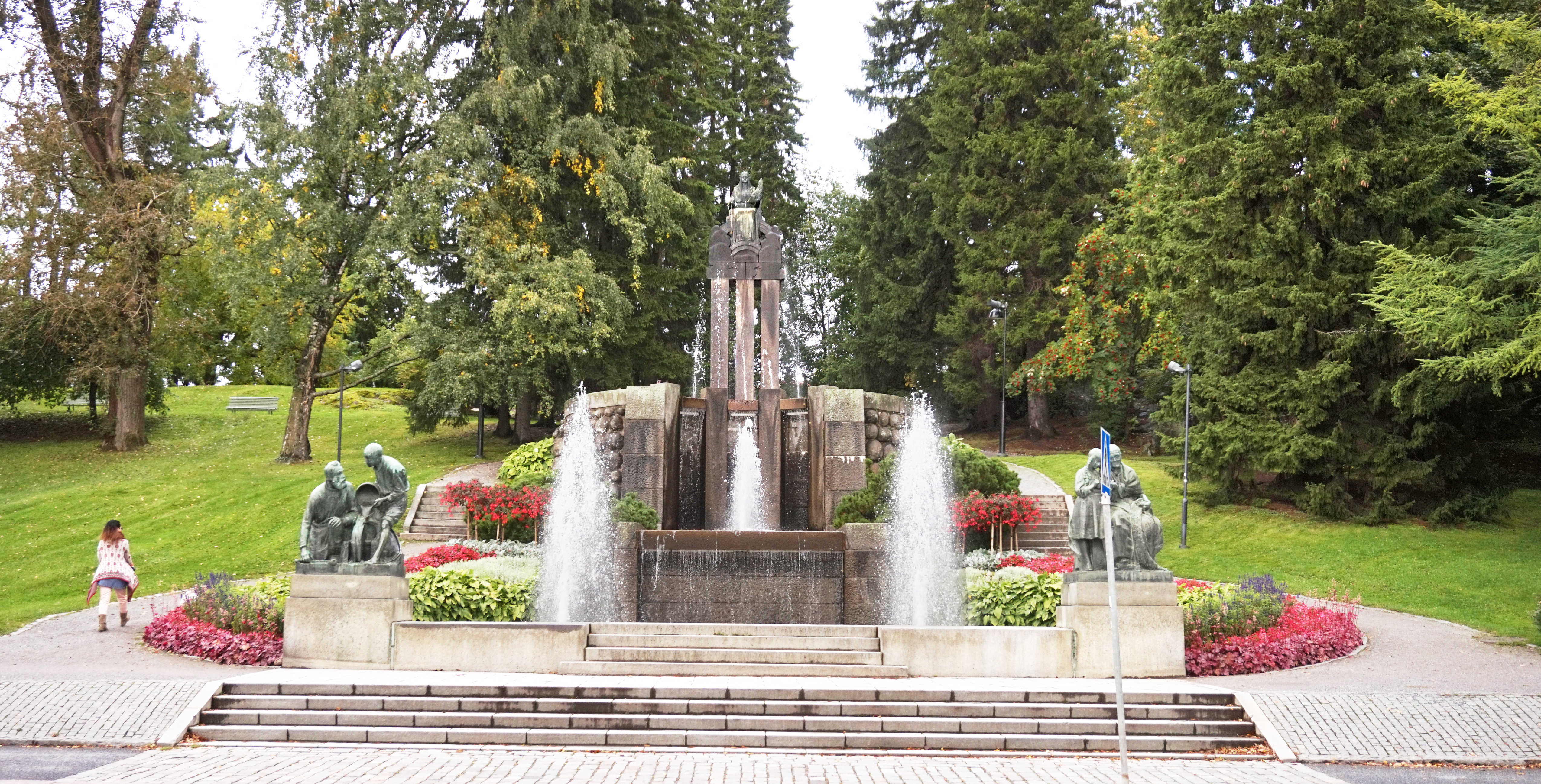
Näsikallofontänen
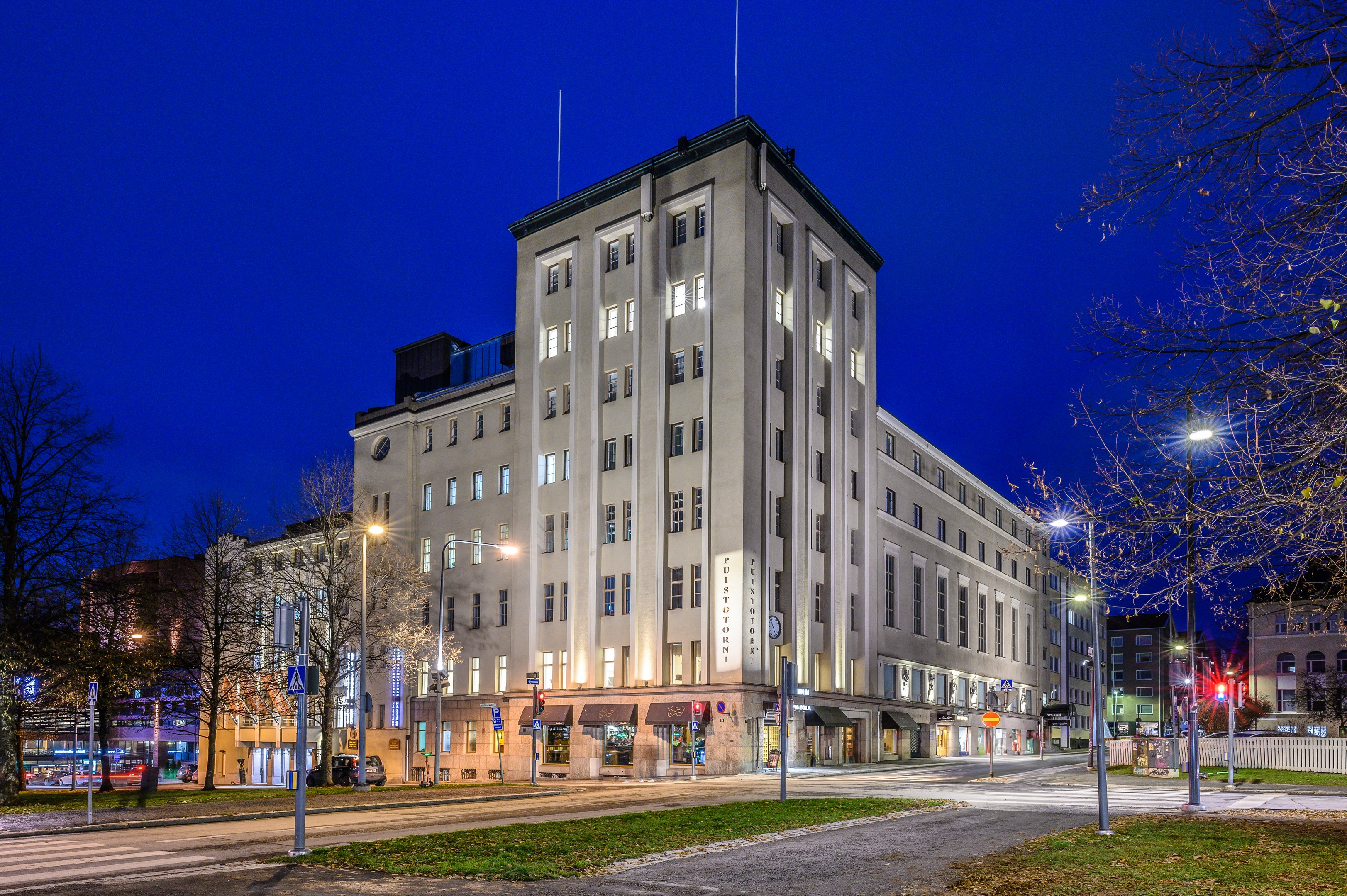
Folkets hus
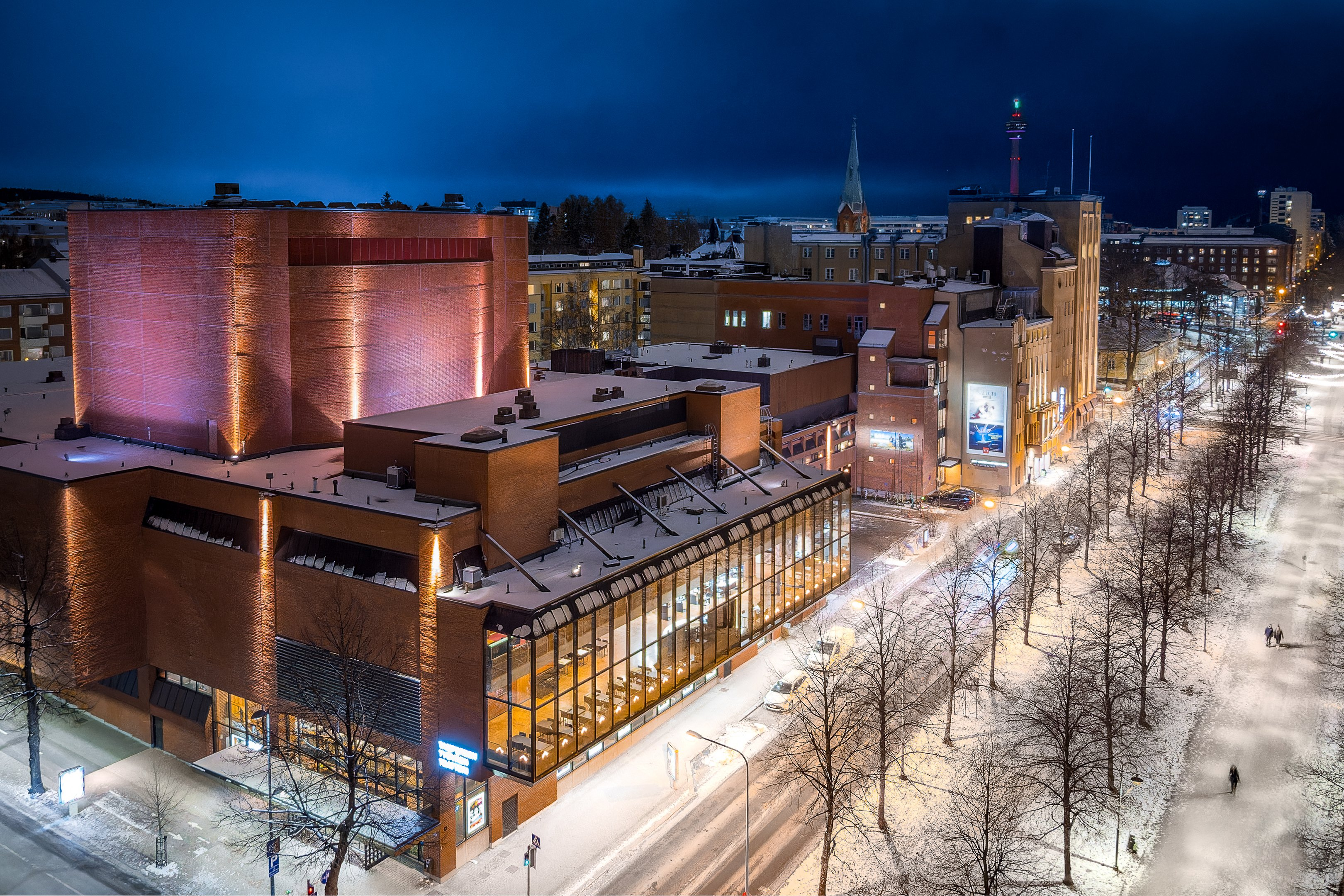
Tammerfors arbetarteater
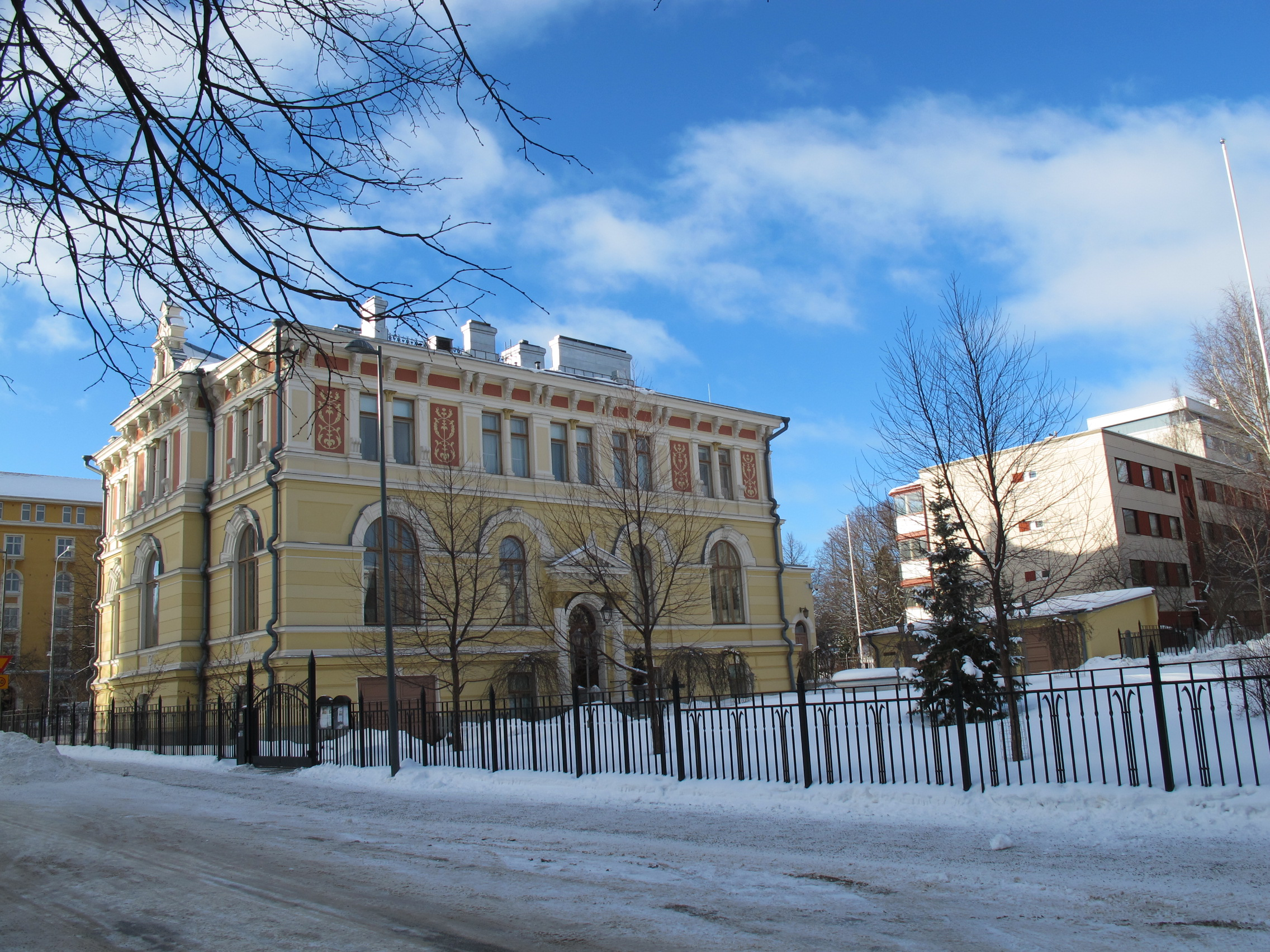
Finlaysons Pikkupalatsi